# Nagroda Satelita dla najlepszego aktora w filmie komediowym lub musicalu
Laureaci Satelity w kategorii najlepszy aktor w komedii lub musicalu:

## Lata 90
1996: Tom Cruise – Jerry Maguire jako Jerry Maguire

nominacje:
- Nathan Lane – Klatka dla ptaków jako Albert Goldman
- Eddie Murphy – Gruby i chudszy jako Sherman Klump/Buddy Love/Lance Perkins/Papa Klump/Mama Klump/Babcia Klump/Ernie Klump
- Jack Nicholson – Marsjanie atakują! jako prezydent James Dale/Art Land
- Stanley Tucci – Wielkie otwarcie jako Secondo

1997: Jack Nicholson – Lepiej być nie może jako Melvin Udall

nominacje:
- Robert Carlyle – Goło i wesoło jako Gaz
- Dustin Hoffman – Fakty i akty jako Stanley Motss
- Tommy Lee Jones – Faceci w czerni jako agent K
- Kevin Kline – Przodem do tyłu jako Howard Brackett
- Howard Stern – Części intymne jako Howard Stern

1998: Ian Bannen – Martwy farciarz jako Jackie O’Shea

nominacje:
- Warren Beatty – Senator Bulworth jako Jay Billington Bulworth
- Jeff Bridges – Big Lebowski jako Jeffrey Koleś Lebowski
- Michael Caine – O mały głos jako Ray Say
- David Kelly – Martwy farciarz jako Michael O’Sullivan
- Robin Williams – Patch Adams jako Patch Adams

1999: Philip Seymour Hoffman – Bez skazy jako Rusty Zimmerman

nominacje:
- Jim Carrey – Człowiek z księżyca jako Andy Kaufman
- Johnny Depp – Jeździec bez głowy jako Ichabod Crane
- Rupert Everett – Idealny mąż jako lord Arthur Goring
- Sean Penn – Słodki drań jako Emmet Ray
- Steve Zahn – Happy, Texas jako Wayne Wayne Wayne Jr.

## 2000–2009
2000: Michael Douglas – Cudowni chłopcy jako Prof. Grady Tripp

nominacje:
- George Clooney – Bracie, gdzie jesteś? jako Ulysses Everett McGill
- Richard Gere – Dr T. i kobiety jako dr Sullivan Travis
- Christopher Guest – Medal dla miss jako Harlan Pepper
- Eddie Murphy – Gruby i chudszy 2 jako Sherman Klump/Buddy Love/Babcia Klump/Mama Klump/Papa Klump/Młody Papa Klump/Ernie Klump/Lance Perkins
- Edward Norton – Zakazany owoc jako ksiądz Brian Finn

2001: Ewan McGregor – Moulin Rouge! jako Christian

nominacje:
- Colin Firth – Dziennik Bridget Jones jako Mark Darcy
- Gene Hackman – Genialny klan jako Royal Tenenbaum
- John Cameron Mitchell – Cal do szczęścia jako Hedwig
- Ben Stiller – Zoolander jako Derek Zoolander
- Chris Tucker – Godziny szczytu 2 jako James Carter

2002: Kieran Culkin – Ucieczka od życia jako Igby

nominacje:
- Nicolas Cage – Adaptacja jako Charlie Kaufman/Donald Kaufman
- Hugh Grant – Był sobie chłopiec jako Will
- Sam Rockwell – Niebezpieczny umysł jako Chuck Barris
- Adam Sandler – Lewy sercowy jako Barry Egan
- Aaron Stanford – Debiutant jako Oscar Grubman

2003: Bill Murray – Między słowami jako Bob Harris

nominacje:
- Jack Black – Szkoła rocka jako Dewey Finn
- Johnny Depp – Piraci z Karaibów: Klątwa Czarnej Perły jako Jack Sparrow
- Robert Downey Jr. – Śpiewający detektyw jako Dan Dark
- Paul Giamatti – Amerykański splendor jako Harvey Pekar
- Billy Bob Thornton – Zły Mikołaj jako Willie

2004: Jamie Foxx – Ray jako Ray Charles

nominacje:
- Gerard Butler – Upiór w operze jako Upiór
- Jim Carrey – Zakochany bez pamięci jako Joel Barish
- Paul Giamatti – Bezdroża jako Miles Raymond
- Kevin Kline – De-Lovely jako Cole Porter
- Bill Murray – Podwodne życie ze Steve’em Zissou jako Steve Zissou

2005: Terrence Howard – Pod prąd jako Djay

nominacje:
- Kevin Costner – Ostre słówka jako Denny Davies
- Robert Downey Jr. – Kiss Kiss Bang Bang jako Harry Lockhart
- Cillian Murphy – Śniadanie na Plutonie jako Patrick Kicia Braden
- Bill Murray – Broken Flowers jako Don Johnston
- Joaquin Phoenix – Spacer po linie jako Johnny Cash

2006: Joseph Cross – Biegając z nożyczkami jako Augusten Burroughs

nominacje:
- Sacha Baron Cohen – Borat: Podpatrzone w Ameryce, aby Kazachstan rósł w siłę, a ludzie żyli dostatniej jako Borat
- Aaron Eckhart – Dziękujemy za palenie jako Nick Naylor
- Will Ferrell – Przypadek Harolda Cricka jako Harold Crick
- Peter O’Toole – Venus jako Maurice

2007: Ryan Gosling – Miłość Larsa jako Lars Lindstrom

nominacje:
- Don Cheadle – Mów do mnie jako Petey Greene
- Richard Gere – Blef jako Clifford Irving
- Ben Kingsley – Mokra robota jako Frank Falenczyk
- Clive Owen – Tylko strzelaj jako pan Smith
- Seth Rogen – Wpadka jako Ben Stone

2008: Ricky Gervais – Ghost Town jako Bertram Pincus

nominacje:
- Josh Brolin – W. jako George W. Bush
- Michael Cera – Nick i Norah jako Nick
- Brendan Gleeson – Najpierw strzelaj, potem zwiedzaj jako Ken Blakely
- Sam Rockwell – Udław się jako Victor Mancini
- Mark Ruffalo – Niesamowici bracia Bloom jako Stephen

2009: Michael Stuhlbarg − Poważny człowiek jako Prof. Lawrence 'Larry' Gopnik

nominacje:
- George Clooney − W chmurach jako Ryan Bingham
- Bradley Cooper − Kac Vegas jako Phil Wenneck
- Matt Damon − Intrygant jako Mark Whitacre
- Daniel Day-Lewis − Dziewięć jako Guido Contini

## 2010–2019
2010: Michael Cera – Scott Pilgrim kontra świat jako Scott Pilgrim

nominacje:
- Romain Duris – Heartbreaker. Licencja na uwodzenie jako Alex Lippi
- Andy García – City Island jako Vince Rizzo
- Jake Gyllenhaal – Miłość i inne używki jako Jamie Randall
- John Malkovich – Red jako Marvin Boggs
- John C. Reilly – Cyrus jako John